# Nijmeegs Studenten Golf Genootschap
Het Nijmeegs Studenten Golf Genootschap (NSGG) is een Nederlandse studentengolfclub uit Nijmegen.
De club werd in 1992 opgericht als Nijmeegs Studenten Golf Genootschap Unda Undans. Al snel werd het een vereniging in ruste. In 2002 werd de vereniging weer actief en liet het achtervoegsel Unda Undans los en ging verder als het NSGG. Het NSGG speelt op de baan van Het Rijk van Nijmegen in Groesbeek. Voorheen werd op de baan van GC BurgGolf Wijchen in Wijchen gespeeld.
Anno 2013 is het NSGG een bloeiende studenten sportvereniging met ongeveer 150 leden
In 2008 was het NSGG betrokken bij de oprichting van de Nederlandse Studenten Golf Vereniging (NSGV) en maakt hier sindsdien deel van uit. De NSGV fungeert als overkoepelend orgaan van alle Studenten Golf Verenigingen (SGV’s) in Nederland, heeft een centrale ledenadministratie en draagt onder andere zorg voor de NGF-handicapregistratie van haar leden.
In april 2011 organiseerde het NSGG voor het eerst een open studenten golftoernooi over achttien holes, het "Peak Performance NSGG Open" waar meer dan 60 studenten uit het hele land aan deelnamen. Door het wegvallen van de hoofdsponsor en de samenwerking van de NSGV met Deloitte is de naam van het toernooi vanaf 2012 gewijzigd in "Deloitte NSGG Open"